# Friedrich Schnellbacher
Friedrich („Fritz“) Schnellbacher (* 20. März 1884 in Hanau; † 4. Dezember 1947 in Berlin) war ein deutscher Politiker (SPD/USPD/KPD). Er war Ersatzmitglied der Zentrale der KPD.

## Leben
Schnellbacher, Sohn eines aus dem Odenwald stammenden Steinmetzes, erlernte den Beruf des Lithographen. Er trat 1906 der Sozialdemokratischen Partei Deutschlands (SPD) bei und übernahm 1912 nach Robert Dißmann, der in Frankfurt am Main das Bezirkssekretariat übernahm, als Sekretär die SPD-Kreisorganisation in Hanau. Im Januar 1913 nahm er am Preußen-Parteitag der Sozialdemokratie als Delegierter von Hanau-Bockenheim-Gelnhausen-Orb teil. Der hoch industrialisierte Landkreis Hanau war als Hochburg des äußersten linken Flügels der SPD bekannt. Von 1915 bis zum 11. Mai 1922 gehörte Schnellbacher der Hanauer Stadtverordnetenversammlung an.
1916 wurde er als Lithograph zum Kriegsdienst eingezogen. Er sollte Generalstabskarten zeichnen. Schnellbacher erkrankte schwer an Gelenkrheumatismus und kam ins Lazarett, erst nach Hanau, dann nach Mainz. Das Militär entließ ihn, als sich herausstellte, dass eine Weiterverwendung wegen des schweren Gesundheitsschadens nicht mehr möglich war.
Auf der Reichskonferenz der SPD im September 1916 trat er als Sprecher der Gruppe Internationale auf. Auf dem Gründungsparteitag der Unabhängigen Sozialdemokratischen Partei Deutschlands (USPD) in Gotha im April 1917 wurde Schnellbacher als Vertreter der Spartakusgruppe in den USPD-Beirat gewählt. Zuvor hatte er die Positionen der Gruppe Internationale gegen Angriffe von Hugo Haase verteidigt.
Von 1917 bis mindestens 1921 war Schnellbacher als Vertreter der Gewerkschaften im Vorstand der Ortskrankenkasse Hanau. 1918/1919 war er Vorsitzender des Hanauer Arbeiter- und Soldatenrates. Zusammen mit dem Arzt Georg Wagner konnte er im Frühjahr 1919 die Mehrheit der Mitglieder der Hanauer USPD für einen Übertritt zur Kommunistischen Partei Deutschlands (KPD) gewinnen. Im April 1919 hatte er entscheidenden Anteil an der Gründung der Hanauer Sektion des kommunistisch gelenkten Internationalen Bundes der Kriegsopfer und Kriegshinterbliebenen, der sich vom sozialdemokratischen Reichsbund der Kriegsgeschädigten und Hinterbliebenen abgespalten hatte. Schnellbacher wurde Leiter der KPD-Ortsgruppe Hanau und hauptamtlicher Angestellter in der Konsumgenossenschaft Langenselbold.
Schnellbacher war Hanauer Delegierter auf dem II. Parteitag der KPD in Heidelberg im Oktober 1919. Er unterstützte Paul Levi im Kampf gegen die anarcho-syndikalistische Strömung in der Partei. Die sogenannten „Hamburger Syndikalisten“ um Heinrich Laufenberg, Otto Rühle und Fritz Wolffheim wurden auf dem Parteitag ausgeschlossen und gründeten im April 1920 die Kommunistische Arbeiterpartei Deutschlands (KAPD).
Auf dem III. Parteitag der KPD im Februar 1920 in Karlsruhe wurde Schnellbacher zum Ersatzmitglied der Zentrale gewählt. Gemeinsam mit Wilhelm Pieck war er Vorsitzender des IV. Parteitages der KPD in Berlin (14.–15. April 1920) und wurde erneut zum Ersatzmitglied der Zentrale und als Vertreter Hessens in den Zentralausschuss der Partei gewählt. Nach der Einrichtung eines politischen (Polbüro) und organisatorischen Büros in der Zentrale der KPD Ende September 1920 unter August Thalheimer wurde Schnellbacher einer der politischen Kommissare bzw. Vertrauensleute. Die Büros hatten die Funktion, die Verbindung mit den einzelnen Bezirken der Partei zu sichern, die Ausführung der Parteibeschlüsse zu überprüfen und zu gewährleisten.
Ab Ende 1922 wirkte Schnellbacher als Sekretär des IBOKA für den Bezirk Hessen in Frankfurt am Main, ab 1929 war er als dessen besoldeter Sekretär im Hauptvorstand in Berlin tätig. Beim Hauptvorstand bearbeitete er hauptsächlich Auslandsfragen. Im Februar 1929 zog er deshalb von Hanau nach Birkenwerder bei Berlin, wurde dort kurze Zeit später auch Vorsitzender der KPD-Ortsgruppe. Er war mitverantwortlich dafür, dass die KPD bei der darauffolgenden Wahl zur stärksten Partei in der Gemeindeversammlung wurde. Im November 1929 wurde er in den Brandenburgischen Provinziallandtag gewählt. Er arbeitete einige Zeit zudem als Sekretär der märkischen Siedlungsbaugenossenschaft „Die kinderreiche Familie“.
Nach der „Machtergreifung“ der Nationalsozialisten wurde das IBOKA geschlossen und Schnellbacher mehrfach durch die Gestapo vernommen. Er blieb relativ unbehelligt, da er bereits schwer krank war (Gelenkrheumatismus, Herzleiden, Diabetes). Während des NS-Regimes war er die meiste Zeit arbeitslos.
Nach Kriegsende 1945 nahm er die Arbeit für Kriegsopfer und Kriegshinterbliebene wieder auf. Er wurde Leiter der Hauptabteilung der Berufsfürsorge für Schwerbeschädigte in der Landesversicherungsanstalt Berlin unter dem Sozialdemokraten Ernst Schellenberg. 1946 wurde Schnellbacher Mitglied der Sozialistischen Einheitspartei Deutschlands, trat jedoch politisch nicht mehr in Erscheinung. Er starb im darauffolgenden Jahr in Berlin.